# Filippo degli Albizzi
Filippo degli Albizzi est un naturaliste florentin du XVIIIe siècle en l'honneur duquel a été nommé le genre Albizia et notamment l'Albizia julibrissin.